# Forn del camí del Molí del Plomall
El Forn del camí del Molí del Plomall és una construcció al municipi d'Abella de la Conca (Pallars Jussà) inclosa a l'Inventari del Patrimoni Arquitectònic de Catalunya.

## Descripció
Forn de calç situat al camí del Molí del Plomall.
S'ha realitzat una petita extractiva al marge del camí; suposadament ja antiga, que va destruir la meitat del Forn de Calç. Actualment resta la meitat, doncs, de la cavitat que va ocupar l'estructura.

## Història
Fitxa creada a partir del model F30 emplenat pels Agents Rurals (2015). Alta IPAC-VRA: 2016